# Belle Gunness
Belle Sorenson Gunness nació en 1859 bajo el nombre de Brynhild Paulsdatter Størseth o Brynhild Paulsdatter Storset, en un pequeño pueblo de pescadores situado en la costa oeste de Noruega, y fue uno de los casos más conocidos en la historia estadounidense de asesinatos en serie cometidos por una mujer.
En los años 1890 en Chicago (Illinois) y en los años 1900 en La Porte (Indiana), y a 80 km al sureste de Chicago (Estados Unidos), Belle Gunness presumiblemente mató a sus cinco hijos biológicos y a su hija adoptiva, así como a sus dos maridos, a una o tal vez a dos hijas de su segundo esposo y a una treintena de obreros agrícolas que trabajaban en su granja. A pesar de este comportamiento, igualmente puso un anuncio en un periódico para tratar de encontrar nuevo marido; y como consecuencia de este anuncio, entrevistó a varios pretendientes (alrededor de una decena) venidos a verla con todas sus respectivas economías, pero a continuación ellos nunca más fueron vistos por nadie.
El 28 de abril de 1908, un incendio arrasó su casa de 'La Porte', y allí entre los escombros fueron encontrados los cuerpos de varios de sus hijos junto al de una mujer decapitada. Esta circunstancia hizo pensar en la propia muerte de Belle Gunness, aunque, algunas dudas surgieron rápidamente a raíz de que varios vecinos y amigos afirmaron que el cuerpo de la mujer decapitada no correspondía con la morfología de la granjera. Estas declaraciones fueron confirmadas por medidas tomadas sobre ese cadáver, y la autopsia demostró que la mujer en cuestión había fallecido por envenenamiento con estricnina. Las autoridades concluyeron entonces en un primer tiempo que el cuerpo descubierto en la granja incendiada no correspondía al de Belle Gunness, pero poco después, una prótesis dental identificada sí como de Belle Gunness fue encontrada entre las cenizas de la casa, lo que condujo al sheriff a declarar oficialmente que la granjera había muerto en el incendio. De todas maneras, muchas dudas e interrogantes se plantearon en esos días sobre el real destino de Belle Gunness.
Un mes después del incendio, investigaciones llevadas a cabo por un hombre inquieto por la desaparición de su hermano, desembocaron en el descubrimiento de cuarenta cadáveres en las tierras circundantes. Según se pudo establecer entonces, Gunness tal vez habría podido matar a cuarenta y nueve personas entre 1896 y 1908, entre ellas a algunos de sus seis hijos, a sus dos maridos, a unos treinta obreros y a una decena de pretendientes. Y según lo que concluyeron los servicios de policía de Chicago y de La Porte, así como el antes citado sheriff, la responsable de toda esa matanza bien pudo finalmente volatilizarse en los parajes circundantes en el momento del incendio, sin ser inquietada ni molestada por todos esos crímenes.

## Biografía
Belle Gunness fue quien casi seguramente mató a sus dos maridos y a algunos de los hijos que surgieron de esos matrimonios. Pero en lo que respecta a la historia, esta mujer es sobre todo recordada por haber matado a sus dos hijas, Myrtle y Lucy, así como a varios pretendientes suyos. También todo apunta a que el móvil principal de la mayoría de estos asesinatos estuvo ligado a intereses financieros, como pensiones del gobierno, beneficios derivados de seguros de vida de los fallecidos y apoderamiento de los ahorros de las víctimas. Y en el correr de varias décadas de dedicarse a estas andanzas, esta mujer de origen noruego llegó a concretar probablemente más de cuarenta asesinatos.

### Orígenes
El origen de Belle Gunness, así como de gran parte de su vida, está rodeada de especulaciones, misterios y mentiras. Gran parte de los historiadores que se han ocupado de este asunto sostienen que nació un 11 de noviembre de 1859, próximo al lago de Selbu, Sør-Trøndelag, en Noruega, habiendo sido bautizada con el nombre de Brynhild Paulsdatter Størset. Según estas versiones, su padre fue el obrero Paul Pedersen Størset, y su madre fue Berit Olsdatter. Brynhild sería la menor de ocho hermanos, cuya familia vivía en Størsetgjerdet, una pequeña hacienda en Innbygda, Selbu, próximo de Trondheim, la mayor ciudad central de Noruega.
Un documental para televisión hecho por Anne Berit Vestby cuenta una historia, no totalmente confirmada, de los primeros años de la vida de Gunness. Aparentemente en 1877, Belle (entonces llamada Brynhild) participaba de una fiesta local, cuando fue atacada por un hombre que la pateó en la barriga, cuando estaba embarazada, y como consecuencia de este incidente, la mujer acabó perdiendo el embarazo. Ese hombre que la atacó, por ser de una familia adinerada de los alrededores, nunca fue responsabilizado por ese incidente. Personas del entorno familiar de ese entonces afirmaron que después de esos hechos, la personalidad de Brynhild cambió completamente. El citado atacante murió poco tiempo después y, por lo que entonces se dijo, ese fallecimiento fue provocado por un cáncer de estómago. Como los recursos de Brynhild eran más bien menguados, la citada trabajó tres años en una hacienda para conseguir el dinero con qué pagar un pasaje por barco a Estados Unidos, ya que siguiendo los pasos de su hermana, pasó a residir en ese país en 1881, cambiando entonces su nombre por otro más americanizado, y comenzando a trabajar como doméstica. Años después su hermana Nellie Larson declaró que Belle se apasionaba por el dinero, y que esa fue una de sus mayores debilidades.

### Primera víctima
En 1884 Belle se casó con Mads Ditlev Anton Sorenson en  Chicago, lugar donde pocos años más tarde la pareja abrió una confitería. El negocio no iba bien, y en menos de un año hubo un misterioso incendio en el local; según la propia versión de Belle Sorenson, una lámpara fue la causante del fuego, pero ningún objeto de este tipo fue encontrado en las ruinas del incendio, no obstante lo cual el dinero del seguro fue pagado. Aparentemente, con ese dinero la pareja compró una casa en Austin, pero tiempo después la misma también ardió misteriosamente, en 1889, y la nueva cuantía del seguro fue usada para comprar otra nueva casa.
Sorenson, el primer marido de Belle, murió el 30 de julio de 1900. El primer médico que lo examinó pensó que había sufrido envenenamiento por estricnina. No obstante, el médico de familia afirmó luego que estaba tratando a Sorenson por problemas del corazón, declarando que su muerte había sido causada por insuficiencia cardíaca, y la autopsia no fue hecha en este caso, pues dado lo declarado, la muerte no resultaba ser sospechosa. Tiempo después, Belle habría confesado al médico que daba a su marido unas «hojas medicinales» para que se sintiese mejor.
Belle Sorenson cobró el dinero del seguro de vida de su marido el mismo día del entierro, a pesar de que los parientes del marido fallecido acusaron a la viuda de haberlo envenenado. Documentación sugiere que entonces una investigación fue abierta, aunque no queda claro el resultado que la misma dio, ni si hubo exhumación del cadáver. Entretanto, la aseguradora pagó el correspondiente seguro, cerca de US$8500, lo que era una suma considerable para la época. Con ese dinero, la viuda compró una hacienda en La Porte, Indiana, y allí se mudó con sus tres hijos.
A pesar de que algunos historiadores afirmaron que el matrimonio Sorenson-Storset no había producido descendientes, otros establecieron que en realidad Belle poseía cuatro hijos: Caroline, Axel, Myrtle, y Lucy. El 13 de junio de 1900, Belle y su familia quedaron registrados en el censo americano de Chicago, estableciéndose efectivamente que Belle había tenido cuatro hijos, de los cuales apenas dos vivían con ella: Myrtle, de tres años, y Lucy, de un año, además de una hija adoptada, Morgan Colcha, de diez años, que también fue incluida en el censo. Caroline y Axel murieron durante la infancia, habiéndose alegado que fue por colitis aguda, que genera síntomas tales como náuseas, fiebre, diarrea, dolores abdominales, en fin, como puede comprobarse, síntomas muy similares al de un envenenamiento. Caroline y Axel poseían seguros de vida, y ambos fueron pagados a su madre, que era la beneficiaria.

### Muertes sospechosas
La casa en la carretera McClung fue construida en 1846 por John Walker para su hija Harriet Holcomb (los Holcomb ayudaron a los Estados Confederados durante la Guerra Civil Americana). Pero después los Holcomb tuvieron que mudarse, debido al apoyo de los residentes en la ciudad a los enemigos de la confederación, y esa propiedad familiar pasó por la mano de más de una docena de propietarios.
En 1892, Mattie Altic, una propietaria de un burdel en Chicago, compró la hacienda y la transformó en una especie de prostíbulo, y gran parte de sus clientes regulares venían desde Chicago. Cuando Mattie murió, la casa fue nuevamente puesta en venta, y otros cuatro propietarios llegaron sucesivamente a morar en la finca, hasta que en 1901 Belle la compró.
Belle Sorenson entonces conoció a Peter Gunness, un noruego que vivía en La Porte, y se casaron el 1 de abril de 1902, pero apenas una semana después del casamiento, la hija menor de Peter murió de causas inciertas dentro mismo de la finca, y en diciembre de 1902 el propio Peter murió. Según refirió la propia Belle, su esposo estaba trabajando en un galpón, cuando una máquina de moler cayó desde un estante sobre su cabeza, matándolo instantáneamente.
Belle Gunness recibió entonces US$3000 por el seguro de vida del marido, aunque algunas fuentes sugirieron que podrían haber sido US$4000. Los moradores de la vecindad se negaron a pensar que Peter podría haber muerto de aquella forma, pues en la zona se había construido una granja de cerdos, oportunidad en la que Peter demostró ser un óptimo operario.
Un juez local anunció precipitadamente que Peter había sido asesinado, convocándose entonces a un grupo de investigadores forenses para analizar el caso. En ese mismo período, Jennie Olsen, hija de 14 años de Peter, habría confesado a un compañero de clase que Belle había matado a su padre.
Jennie luego fue llamada a declarar frente al grupo de investigadores, pero la niña negó haber hecho esa afirmación. Por otra parte, Belle convenció a los investigadores de que personalmente no había hecho nada malo ni nada extraño, y de que además en la época ya estaba embarazada. Aparentemente el juez quedó convencido, y todas las acusaciones respecto de la mujer fueron retiradas.
Después de estas audiencias, Belle contrató a Ray Lamphere para que trabajara en la finca, y en 1906 ambos iniciaron un amorío. Al final de ese mismo año, Jennie ya no fue vista en los alrededores, y Gunness dijo a los vecinos que había enviado a la niña a un colegio interno luterano en Los Ángeles; en verdad, la niña había sido asesinada, pues tiempo después su cuerpo fue descubierto enterrado dentro de la propiedad de la granjera.

### Pretendientes
Por esa época, Belle Gunness publicó un anuncio publicitario, solicitando un consorte rico que se encontrara interesado en unir su fortuna con la de ella. Varios hombres de mediana edad respondieron al aviso, y algunos de ellos viajaron a la granja de Belle. Precisamente uno de ellos fue John Moo, oriundo de Elbow Lake, en el Estado de  Minnesota. El hombre traía consigo algo más de US$1000 para pagar la hipoteca que Gunness decía tener, pero posteriormente la mujer se refirió al hombre en la comunidad como siendo un primo suyo, que había venido a verla durante una semana y que luego había partido. Otro en hacer su aparición por la granja fue George Anderson, inmigrante noruego al igual que Peter Gunness y John Moo, y quien provenía de Tarkio (Missouri). El nombrado no traía mucho dinero consigo, y rápidamente percibió que Belle Gunness no era como se había descrito en la carta, pues en ese momento tenía casi cuarenta años, era robusta, y en cierta forma bastante fea. El hombre también percibió que la mujer no tenía modales muy apropiados, a pesar de que sin duda ella hacía de todo con total de hacerle sentir cómodo y de lo mejor. Durante su estadía en la granja, el hombre ocupaba la habitación más grande y cómoda, y cenaba con la anfitriona todas las noches. Durante una de esas veladas, Belle se refirió al asunto de la hipoteca, por lo que el huésped decidió que le ayudaría a pagar la misma si los dos se casaban. El hombre realmente estaba decidido a regresar a Tarkio, tomar su dinero, y comenzar una nueva vida junto a Belle.
Más tarde y aquella misma noche, Anderson despertó con la mujer parada junto a él, y sosteniendo una vela para alumbrarse. Y observó una expresión tan maquiavélica y siniestra en Belle, que soltó un grito. Sin responder, Gunness salió entonces corriendo del cuarto, y a raíz de este incidente, Anderson no lo pensó dos veces, pues cogió sus ropas y tomó un tren para Missouri aquella misma madrugada.
Los interesados en el anuncio continuaron llegando a la granja, aunque sobre ninguno de ellos, excepto el recién citado Anderson, se supo con posterioridad su destino. Belle comenzó a encomendar sacos y más sacos, a ser entregados en su casa. Y muchas personas afirmaron que vieron cargar esos sacos hacia las costas, como si "estuviesen llenos de malvaviscos", y también muchos aseguraron haber visto excavaciones dentro de la granja, hechas en gran parte por Ray Lamphere. Los pretendientes de Belle continuaron viniendo, todos respondiendo las cartas de la mujer, y uno de ellos fue Ole B. Budsburg, un viudo bastante anciano de Iola, Wisconsin. Y la última vez que este anciano fue visto con vida, fue en el banco de La porte el 6 de abril de 1907, hipotecando su propiedad en Wisconsin, y retirando luego millares de dólares de su cuenta bancaria. Los hijos de Ole B. Budsburg, llamados Oscar y Matthew Budsburg, no tenían ni la más mínima idea que su padre había ido a visitar a Belle, y cuando descubrieron lo que el padre había hecho, enviaron una carta a esa mujer, quien les respondió el 13 de enero de 1908, diciendo no haber conocido a un hombre de apellido Budsburg.
Un número muy considerable de hombres de mediana edad se presentaban a visitar a Belle Gunness, y luego de unos días desaparecían sin mayores explicaciones, en ese año de 1907. Hasta que en diciembre de 1907, Andrew Helgelien, un agricultor de Aberdeen, Dakota del Sur, escribió a Belle y fue calurosamente respondido. Los citados intercambiaron varias cartas, hasta que el hombre fue a su encuentro en enero de 1908; el citado traía consigo un cheque de US$2900, todas sus economías, que había solicitado al banco de su ciudad. Y poco tiempo después, Belle se presentó en el banco de La porte, y depositó en efectivo esa misma cuantía en su cuenta personal. Algunos días más tarde de la llegada de Helgelien, el citado y Belle se presentaron en el banco a descontar el cheque que el hombre tenía en su poder, y como en las ocasiones anteriores, Andrew Helgelien desapareció poco después, pero Belle continuó concurriendo al banco haciendo más depósitos en su nombre. Y fue en esa época, que la Sra. Gunness comenzó a tener problemas con su empleado Ray Lamphere.

### Enredos finales
Ray Lamphere estaba profundamente enamorado de Belle Gunness, y hacía cualquier cosa que la mujer le pedía. por más extraña u horrible que fuera. Pero el hombre comenzó a sentirse celoso de los pretendientes de la granjera, y fue autor de algunos incidentes que resultaron incómodos para la dueña de casa; y como consecuencia de estos hechos, la granjera cesó a su empleado el 3 de febrero de 1908, y unos días después, se presentó ante las autoridades de La Porte, declarando que su exempleado parecía estar con sus facultades mentales alteradas, y lo señalaba pues tal vez podía ser un peligro para la comunidad. Y de alguna manera, la mujer consiguió que se hiciera a Ray un examen de sanidad mental, pero el mismo aparentemente no arrojó irregularidades, pues Ray Lamphere fue liberado poco después. Algunos días pasaron, y Belle volvió nuevamente a la policía, señalando que intempestivamente Lamphere había invadido su propiedad y se negaba a abandonarla, por lo que el hombre finalmente quedó preso unos días.
Más tarde, Lamphere insistió y volvió a ver nuevamente a Belle, pero entonces fue expulsado. A partir de ese momento, Ray comenzó a hacer insinuaciones. Cierta vez se refirió a William Slater, un hacendado pretendiente de Belle, y sobre Andrew Helgelien dijo que no iba a incomodar más, pues había recibido su merecido. Efectivamente Helgelien había partido de La porte hacía bastante tiempo, como se acreditaba, y su hermano, Asle Helgelien, preocupándose por el no retorno del hombre a su casa y ante la ausencia de noticias, escribió a Belle Gunness preguntando por su paradero. Gunness respondió poco después, afirmando que el hombre ya no estaba en La porte, y que probablemente habría partido para Noruega a visitar a sus parientes. Asle Helgelien escribió de nuevo a Belle expresando que no creía en esa versión, y que más bien se inclinaba a pensar que su hermano continuaba en La Porte, o sea, el último lugar en que había sido visto. Belle Gunness también respondió esa nueva misiva, invitando al hombre a que viniera a buscar al hermano, que ella le ayudaría.
Obsérvese que Ray Lamphere aún representaba cierto peligro para la granjera, y ahora si Asle Helgelien venía y comenzaba a hacer preguntas, ello probablemente levantaría más sospechas. Tal vez por eso fue que precisamente en esos días, Belle decidió ir a ver a su abogado en La Porte, M.E. Leliter, diciendo que había sido amenazada por Ray Lamphere, y que temía por su propia vida e incluso por la de sus hijos, ya que Lamphere había amenazado prender fuego a la casa, con ella y su familia dentro. Y entonces solicitó a su abogado, que en vista de la situación quería hacer un testamento, por cualquier cosa, dejando todas sus posesiones a los hijos. Leliter efectivamente redactó ese testamento siguiendo instrucciones, y después de terminar con esas formalidades, la granjera fue hasta el banco de la ciudad, y canceló la hipoteca que había sobre la casa. Pero a pesar de todos los resguardos que entonces estaba tomando la mujer, no quiso concretar formalmente una denuncia a Lamphere por sus amenazas. Más tarde, y una vez ocurrido el incendio y descubierto los cadáveres, se comenzó a presumir que la astuta Belle tal vez había hecho todo eso para desorientar, para disfrazar el incendio que ella misma causaría, en el cual morirían todos sus hijos, y en el cual además fingiría su propia muerte.

### Ray Lamphere se tornó sospechoso

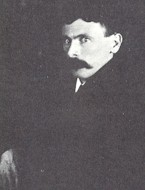
Ray Lamphere durante su proceso.

Joe Maxon, que había sido contratado para substituir a Ray Lamphere en febrero de 1908, declaró que en la madrugada del día 28 de abril de ese mismo año, y después de sentir olor a humo que venía del segundo piso de la casa, abrió la puerta de la sala, comprobando que estaba en llamas. Gritó entonces llamando a Gunness y a sus hijos, mas nadie respondió. Entonces saltó desde la ventana del segundo piso de la casa, y fue corriendo hasta la ciudad a buscar ayuda, aunque no se consiguió llegar a tiempo de salvar la propiedad, la que se quemó completamente.
Entre los restos, cuatro cuerpos fueron encontrados, y uno de ellos no pudo ser identificado como perteneciente a Belle Gunness, pues estaba sin cabeza, la que por otra parte nunca fue hallada. El sheriff de la ciudad ya había oído hablar de las amenazas hechas por Ray Lamphere, y desde luego, pidió de inmediato la detención del exfuncionario de la propietaria del lugar.
Ray Lamphere en realidad no ayudó mucho en su defensa. Según se cuenta, antes mismo que se le hablase del incendio, preguntó si Gunness y sus hijos estaban bien. Pero, cuando se le preguntó sobre el incendio, negó estar involucrado en él, alegando que estaba en otra parte a esa hora. John Solyem, un adolescente de la zona, afirmó no obstante que había estado en la propiedad de Gunness (sin dar ningún motivo), y que en esas circunstancias vio a Lamphere corriendo desde la casa de Belle por el camino. El sospechoso quedó entonces encarcelado y acusado incendio premeditado y de asesinato, y las investigaciones comenzaron.

### ¿Belle Gunness murió realmente en el incendio o no?
El reconocimiento del cuerpo sin cabeza causó grandes problemas a las autoridades de La Porte. C. Christofferson, un vecino de la zona, afirmó que pensaba que los restos mortales encontrados en el incendio no correspondían a los de Belle Gunness, y lo mismo dijeron L. Nicholson, otro vecino, y  Austin Cutler, una vieja amiga de Belle. Más conocidos de Gunness vinieron de Chicago, May Olander y Sigward Olsen, examinaron el cuerpo quemado, y también corroboraron que ese cuerpo no era el de Belle Gunness.
Los médicos midieron minuciosamente el cuerpo encontrado entre los restos del incendio, y a partir de registros en algunos comercios, de las ropas encargadas y compradas por la granjera, se concluyó definitivamente que el cuerpo sin cabeza tenía medidas bien diferentes de las registradas por Belle Gunness. Como si todo esto no fuera poco para causar desorientación y misterio, el doctor J. Meyers examinó los órganos internos de la mujer quemada, y concluyó que la misma había fallecido por envenenamiento y no a consecuencia del incendio.

## Filmografía
La historia de Belle Gunness sirvió como base al argumento del film Method, protagonizado por Elizabeth Hurley.